# Fruela de Cantàbria
Fruela de Cantàbria o Fruela Pérez (? - ca. 758) va ser el segon fill del duc Pere de Cantàbria i germà del rei Alfons I d'Astúries. Va ser el pare dels reis Aureli i Beremund I.

## Biografia
Segons les versions Rotense i Sebastianense de la Crònica d'Alfons III, va acompanyar el seu germà, el rei Alfons, en las incursions contra els invasors musulmans, aconseguint ocupar diferents ciutats, incloent Lugo, Tui, Porto, Braga, Viseu, Chaves, Ledesma i molts altres llocs.

## Descendència
Va ser el pare de:
- Beremund  I d'Astúries, pare de Ramir I.[1]
- Aureli I d'Astúries.[1]
- Una filla, de nom desconegut, que va contraure matrimoni amb un alabès que es deia Lope. Van ser els pares de la reina Múnia d'Àlaba, la esposa del rei Fruela I d'Astúries.[5]